# 群學出版
群學出版（Socio Publishing），台灣出版社，1997年創立於台北市中正區重慶南路一段「重南大樓」，屬於學術出版社，以社會學領域的學術書籍為主。

## 創辦人
群學出版創辦人劉鈐佑為彰化縣人，譯有赖特·米尔斯《社會學的想像》。

## 出版品

### 2010年出版品
- 血汗超商：連鎖加盟如何變成鏈鎖枷盟 （页面存档备份，存于），科學哲學：理論與歷史 （页面存档备份，存于）
- 博覽會的政治學 （页面存档备份，存于），國家與認同：一些外省人的觀點 （页面存档备份，存于）
- 資本的空間：批判地理學芻論 （页面存档备份，存于），消費社會學 （页面存档备份，存于）
- 哲思之樂：乾癟的思考還是熱切的生活 （页面存档备份，存于）
- 污名：管理受損身分的筆記 （页面存档备份，存于）
- 審議民主 （页面存档备份，存于）
- 看不見與看得見的臺北(修訂一版) （页面存档备份，存于）
- 猿猴、賽柏格和女人 （页面存档备份，存于）
- 傷心人類學：易受傷的觀察者 （页面存档备份，存于）
- 歡迎光臨人類學 （页面存档备份，存于）
- 馬克思「異化勞動」的異話 （页面存档备份，存于）
- 帝國邊緣：台灣現代性的考察 （页面存档备份，存于）
- 離與苦：戰爭的延續 （页面存档备份，存于）
- 權力地景：從底特律到迪士尼世界 （页面存档备份，存于）

## 外部連結
- 群學出版有限公司  痞客邦 PIXNET （页面存档备份，存于）
- 群學出版社 - aNobii
- 群學出版的Facebook專頁
- 群學出版的X（前Twitter）
- 群學出版的Plurk專頁